# Entephria ruficinctaria
Entephria ruficinctaria är en fjärilsart som beskrevs av Aubert 1955. Entephria ruficinctaria ingår i släktet Entephria och familjen mätare. Inga underarter finns listade i Catalogue of Life.